# Pieciulowce (rejon lidzki)
Pieciulowce (biał. Пяцюлеўцы, Piaciuleucy; ros. Петюлевцы, Pietiulewcy) – wieś na Białorusi, w obwodzie grodzieńskim, w rejonie lidzkim, w sielsowiecie Trzeciakowce, przy drodze magistralnej M6.
Współcześnie w skład Pieciulowców wchodzą także dawne okolica szlachecka Bohdzie i folwark (majątek) Malużyn.

## Historia
W XIX i w początkach XX w. położone były w Rosji, w guberni wileńskiej, w powiecie lidzkim, w gminie Lida.
W dwudziestoleciu międzywojennym leżały w Polsce, w województwie nowogródzkim, w powiecie lidzkim, w gminie Lida. Demografia w 1921 przedstawiała się następująco:
- wieś Pieciulowce (Kasin) – 162 mieszkańców, zamieszkałych w 30 budynkach
- okolica Bohdzie – 73 mieszkańców, zamieszkałych w 14 budynkach
- folwark Malużyn – 53 mieszkańców, zamieszkałych w 10 budynkach

Wszystkie trzy miejscowości zamieszkiwali wyłącznie Polacy. Byli oni wyznania rzymskokatolickiego z wyjątkiem 9 mieszkańców Malużyna wyznania prawosławnego.
Po II wojnie światowej w granicach Związku Sowieckiego. Od 1991 w niepodległej Białorusi.